# Kunštát
Kunštát − miasto w Czechach, w kraju południowomorawskim. Według danych z 31 grudnia 2003 powierzchnia miasta wynosiła 2423 ha, a liczba jego mieszkańców 2637 osób. 

## Demografia
| Rok             | 1970  | 1980  | 1991  | 2001  | 2003  |
| --------------- | ----- | ----- | ----- | ----- | ----- |
| Liczba ludności | 2 154 | 2 208 | 2 264 | 2 542 | 2 637 |

Źródło: Czeski Urząd Statystyczny